# 요크 공녀 유제니
잭 브룩스뱅크 부인 유제니 공녀(영어: Princess Eugenie, Mrs Jack Brooksbank, (juːʒəni), 1990년 3월 23일 ~ )는 요크 공작 앤드루와 요크 공작부인 사라의 차녀로, 요크 공녀이자 영국 공주(Princess of York and United Kingdom)이다. 현재 영국 왕위 계승 순위 서열 12위이다.

## 가족 관계
- 할아버지: 에든버러 공작 필립
- 할머니: 엘리자베스 2세
  - 아버지: 요크 공작 앤드루
  - 어머니: 요크 공작부인 사라
    - 남편: 잭 브룩스뱅크
      - 장남: 어거스트 브룩스뱅크
      - 차남: 어니스트 브룩스뱅크

    - 언니: 요크 공녀 베아트리스
    - 형부: 에도아르도 마펠리 모치
      - 조카: 시에나 마펠리 모치
      - 조카: 아테나 마펠리 모치